# 2022년 월드 시리즈 오브 포커
2022년 월드 시리즈 오브 포커 (WSOP)는 5월 31일부터 7월 20일까지 열렸던 53번째 월드 시리즈 오브 포커이다. 2005년 이후 리오 올수트 호텔 앤 카지노에서 열렸던 것이 이번 대회부터 발리스 라스 베가스와 파리 라스 베가스에서 열리기 시작했다.
대회 기간 동안 7월 3일에 열렸던 $10,000 노리밋 홀덤 메인 이벤트를 포함해 총 88개의 브레이슬렛이 주어졌다. 이 대회는 올해의 브레이슬릿과 서킷 링 우승자들에게 주어지는 무료로 참가해 1백만 달러 상금이 주어지는 토너먼트 오브 챔피언스 이벤트의 종료와 함께 끝이 났다.

## 참고
1. ↑  Ryder, Chelsea (2021년 11월 17일). “THE WORLD SERIES OF POKER MOVES TO THE STRIP AT BALLYS AND PARIS LAS VEGAS IN 2022”. WSOP.com. 2022년 2월 23일에 확인함.
2. ↑  Sofen, Jon (2022년 2월 23일). “2022 WSOP Schedule Released; 88 Live Bracelet Events, Vax Requirement Out”. PokerNews.com. 2022년 2월 23일에 확인함.